# Avenue do Estado
L'Avenue do Estado (Avenue de l'État) est une avenue au fond d'une vallée, l'une des routes les plus importantes de la ville de São Paulo. 

## Situation et accès
Ouverte en 1914, elle fait partie d'un corridor routier qui relie le centre-ville à la région du Grand ABC, toujours en bordure de la rivière Tamanduateí.

## Historique

### Début
Tout au long du XIXe siècle, São Paulo a été confrontée à plusieurs épidémies de choléra, de paludisme, entre autres maladies, la plus grave étant l'épidémie de fièvre jaune de 1889-1896, qui s'est propagée à l'État et a presque décimé la ville de Campinas. Pour faire face à ces problèmes, le gouvernement de l'État a créé la Commission nationale de l'assainissement par le décret no 56-A du 30 avril 1892. Parmi les projets présentés par cette commission figurait la canalisation des rivières et ruisseaux. L'une des premières à être partiellement canalisée fut la rivière Tamanduateí, qui fit l'objet de travaux de canalisation entre 1892 et 1894,.

### Années 1910
L'achèvement de ce projet de canalisation a laissé inoccupées de vastes zones autour des canaux de la Tamanduateí. Dans les années 1910, le gouvernement de l’État décide d’investir dans la construction d’une nouvelle avenue bordant les canaux. Ouverte en avril 1914, cette avenue s'appelait Avenue do Estado. Entre 1912 et 1913, la canalisation de la rivière Tamanduateí a été élargie depuis Várzea do Carmo jusqu'au confluent du Tamanduateí avec le ruisseau Ipiranga. Ainsi, en moins de dix ans, les zones alors marécageuses et désolées des rives du Tamanduateí furent occupées par des lotissements, jusqu'à Cambuci.

### Des années 1920 aux années 1950

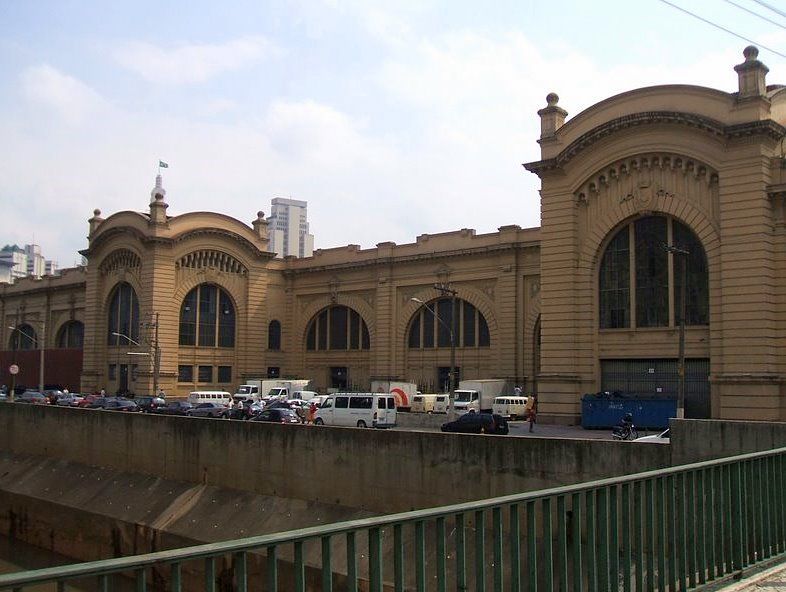
Avenida do Estado, à la hauteur du marché municipal

Peu à peu, l'Avenue do Estado s'est consolidée comme l'une des routes principales de São Paulo, avec l'installation sur ses rives du parc Dom Pedro II (1922), Palais des Industries (1924), Mesquita Brasil (ouverte en 1929, étant le la plus ancienne mosquée du Brésil), marché municipal de São Paulo (1933), parc Shangai (ouvert en 1943, étant le premier parc d'attractions de São Paulo), l'ensemble résidentiel Várzea do Carmo (IAPI, 1950) et Mesbla Veículos (années 1950).
Avec le problème des inondations et la dévaluation du vieux centre, l'avenue do Estado a commencé à perdre son importance économique,.

### Des années 1960 à nos jours
L'avenue a été prolongée dans les années 1960 depuis l'embouchure de la rivière Ipiranga jusqu'à l'embouchure du ruisseau dos Meninos avec le redressement de la rivière Tamanduateí dans cette section. Une partie de l'avenue s'appelait avenue Francisco Mesquita. Le viaduc Grande São Paulo a été construit, reliant les deux avenues.

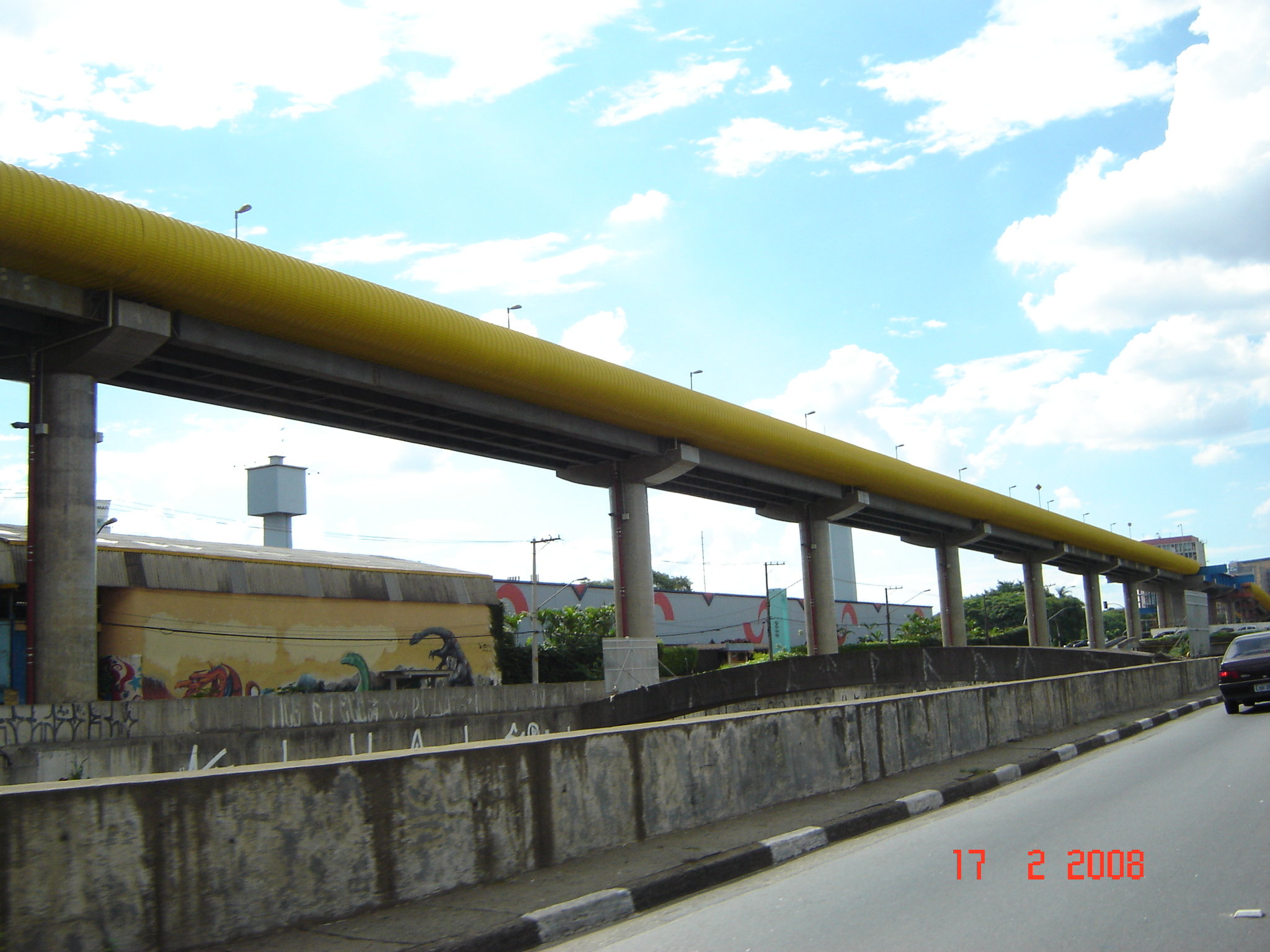
Tronçon de l'avenue desservie par l'Expresso Tiradentes, populairement connu sous le nom de Fura-fila

Entre le Parque Dom Pedro et la Praça Alberto Lion, une voie rapide a été construite à la fin des années 1970 et au début des années 1980 sous le tamponnement de la rivière Tamanduateí. Plus tard l'avenue a reçu l'Expresso Tiradentes, qui a été agrandi dans les années 2010 à Vila Prudente.
Il existe actuellement l'opération urbaine Bairros do Tamanduateí qui prévoit la création d'une emprise de préservation sur les côtés de l'avenue, le déblocage de la rivière Tamanduateí entre le Parc Dom Pedro et la Praça Alberto Lion et la duplication de la rua Silveira da Mota,.